# Stazione di San Gavino
La stazione di San Gavino è una stazione ferroviaria posta lungo la ferrovia Cagliari-Golfo Aranci, al servizio del comune di San Gavino Monreale. Fu inaugurata nel 2007, andando a sostituire la vecchia stazione del centro campidanese.

## Storia

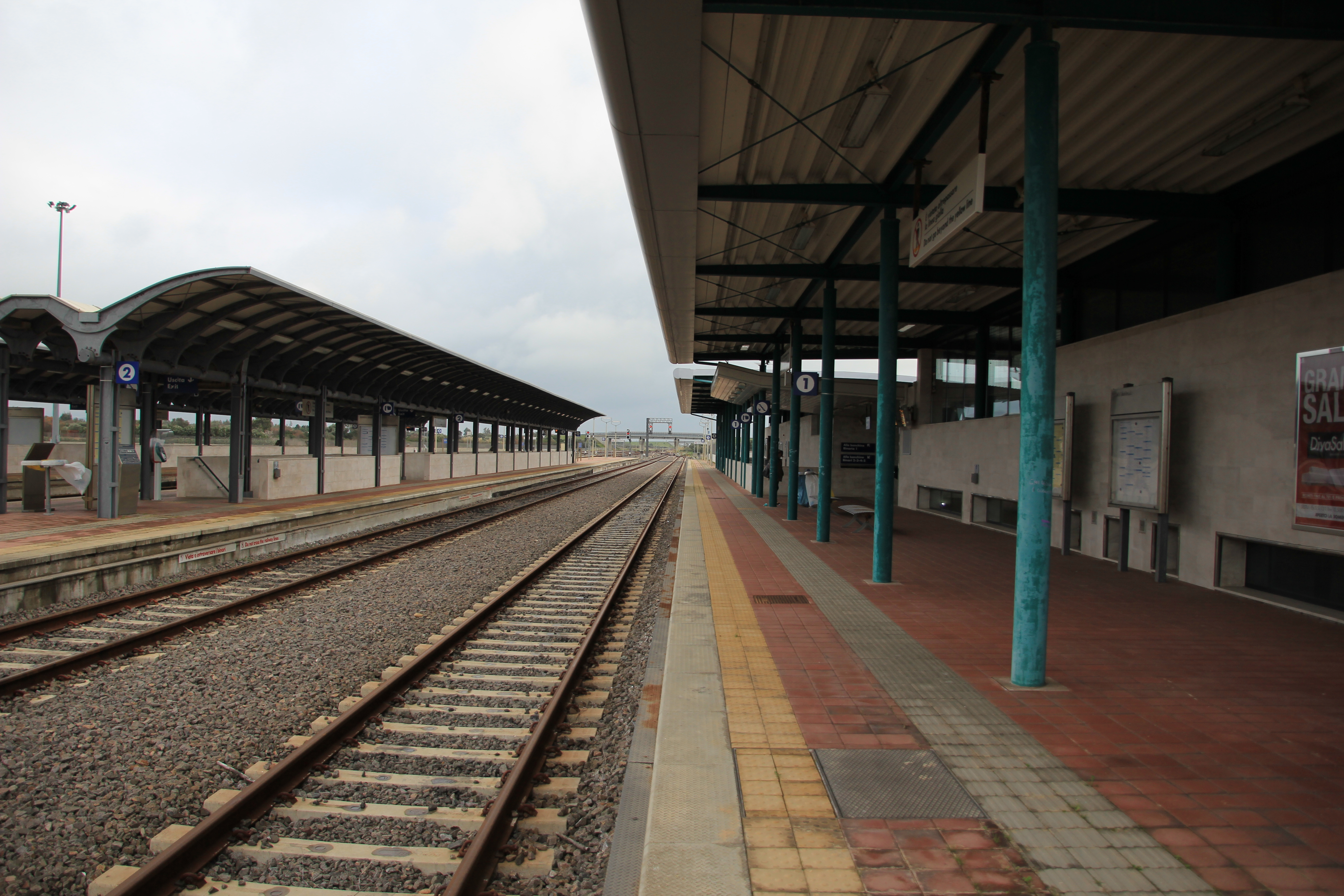
La stazione fu attivata nel 2007 insieme alla variante Sanluri-Pabillonis della Dorsale Sarda

San Gavino Monreale fu raggiunta dai binari della ferrovia nel 1871, quando uno dei primi lotti della Dorsale Sarda in corso di realizzazione fu completato, collegando Cagliari al centro campidanese. San Gavino fu quindi dotata di una stazione in quegli anni, sita in quella che divenne piazza Cesare Battisti, e adiacente al per alcuni decenni al capolinea della ferrovia industriale per Montevecchio.
Dopo più di un secolo, nei primi anni del nuovo millennio, fu approvato il progetto di raddoppio della Cagliari-Golfo Aranci da Decimomannu sino a San Gavino. Contestualmente al lavoro di estensione della tratta a doppio binario di questa linea fu approvata la costruzione di una nuova stazione per il centro del Medio Campidano, spostando il tracciato della ferrovia per migliorare la viabilità nel centro, compromessa dai vari passaggi a livello presenti all'epoca. Data la posizione scelta per costruire la nuova stazione, sita nella periferia nord-est della città, in posizione diametralmente opposta rispetto allo scalo ottocentesco, fu quindi inserita nel progetto la realizzazione di una variante (nota comunemente come variante di San Gavino), che portò alla costruzione di un nuovo tracciato della ferrovia tra gli scali di Sanluri Stato e Pabillonis, in buona parte realizzato a doppio binario, per raggiungere la stazione.
I lavori riguardanti la stazione e la variante di San Gavino, iniziati nel 2006 e costati 36 milioni di euro, di cui 7 per la sola stazione, furono completati nel 2007, e dal 10 settembre dello stesso anno i treni hanno abbandonato la storica stazione nel centro di San Gavino e il vecchio tracciato per servirsi del nuovo scalo, attivato in tale data.

## Strutture e impianti

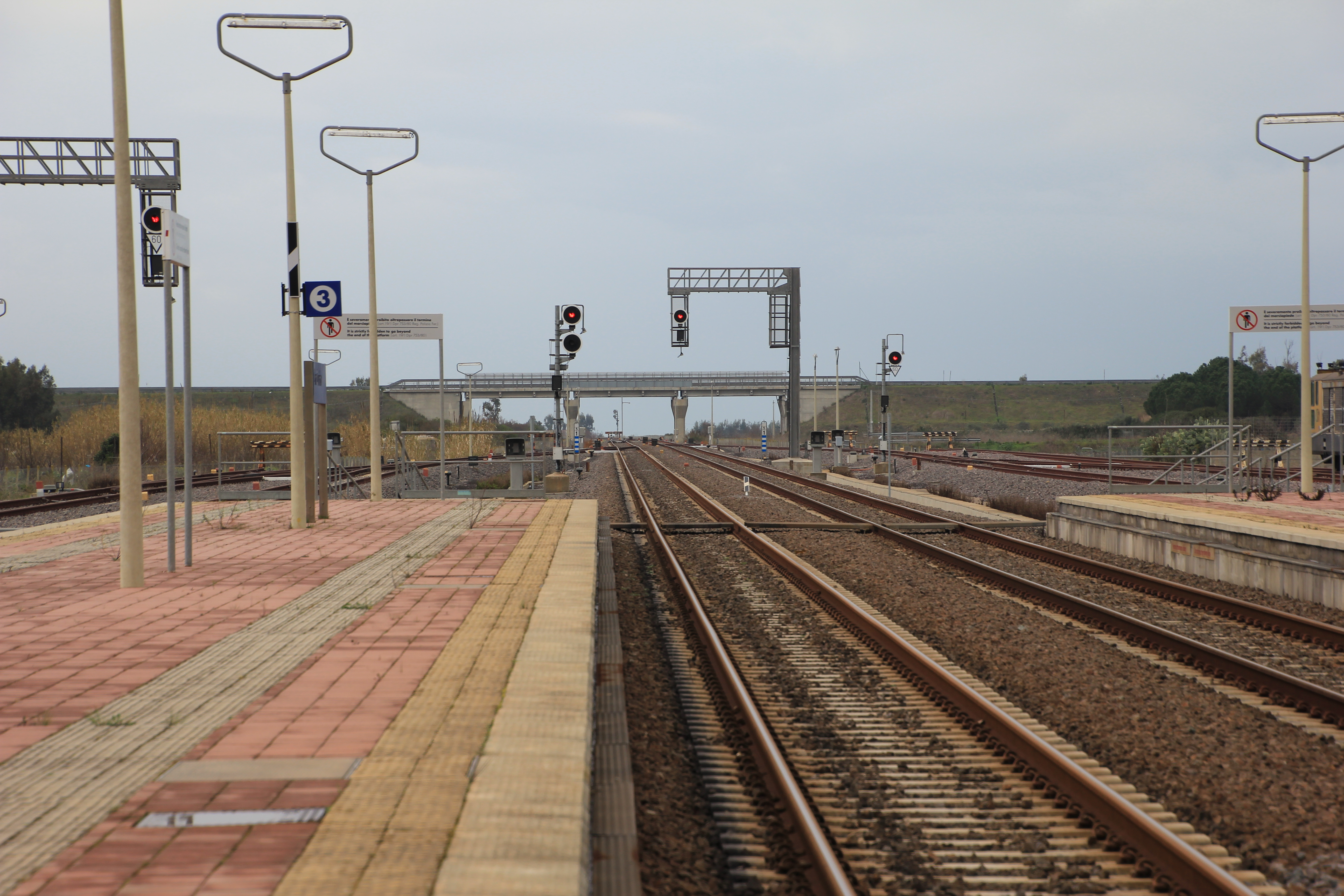
I binari in uscita dalla stazione in direzione Golfo Aranci: nello scalo ha termine il tronco a doppio binario che ha inizio a Cagliari

Dal punto di vista infrastrutturale la stazione di San Gavino, gestita da Rete Ferroviaria Italiana, presenta caratteristiche di scalo passante, in cui ha termine il tratto a doppio binario della Cagliari-Golfo Aranci avente inizio nella stazione di Cagliari. Dinanzi al fabbricato viaggiatori è presente il fascio binari principale della stazione, dotato di cinque binari attrezzati per il servizio passeggeri, di cui il terzo ed il quarto di corsa (quest'ultimo solo in direzione Cagliari). A questi binari, serviti da 3 banchine, si affianca un sesto binario tronco, accessibile senza regresso solo in direzione sud.
Dal sesto binario si ha accesso inoltre allo scalo merci dell'impianto, nella fattispecie si tratta di un terminal intermodale ferro-gomma, dotato di un fascio binari dedicato. Tuttavia tale struttura è rimasta pressoché inutilizzata, data la cessazione del regolare servizio di trasporto merci in Sardegna nei mesi successivi all'inaugurazione dell'impianto.

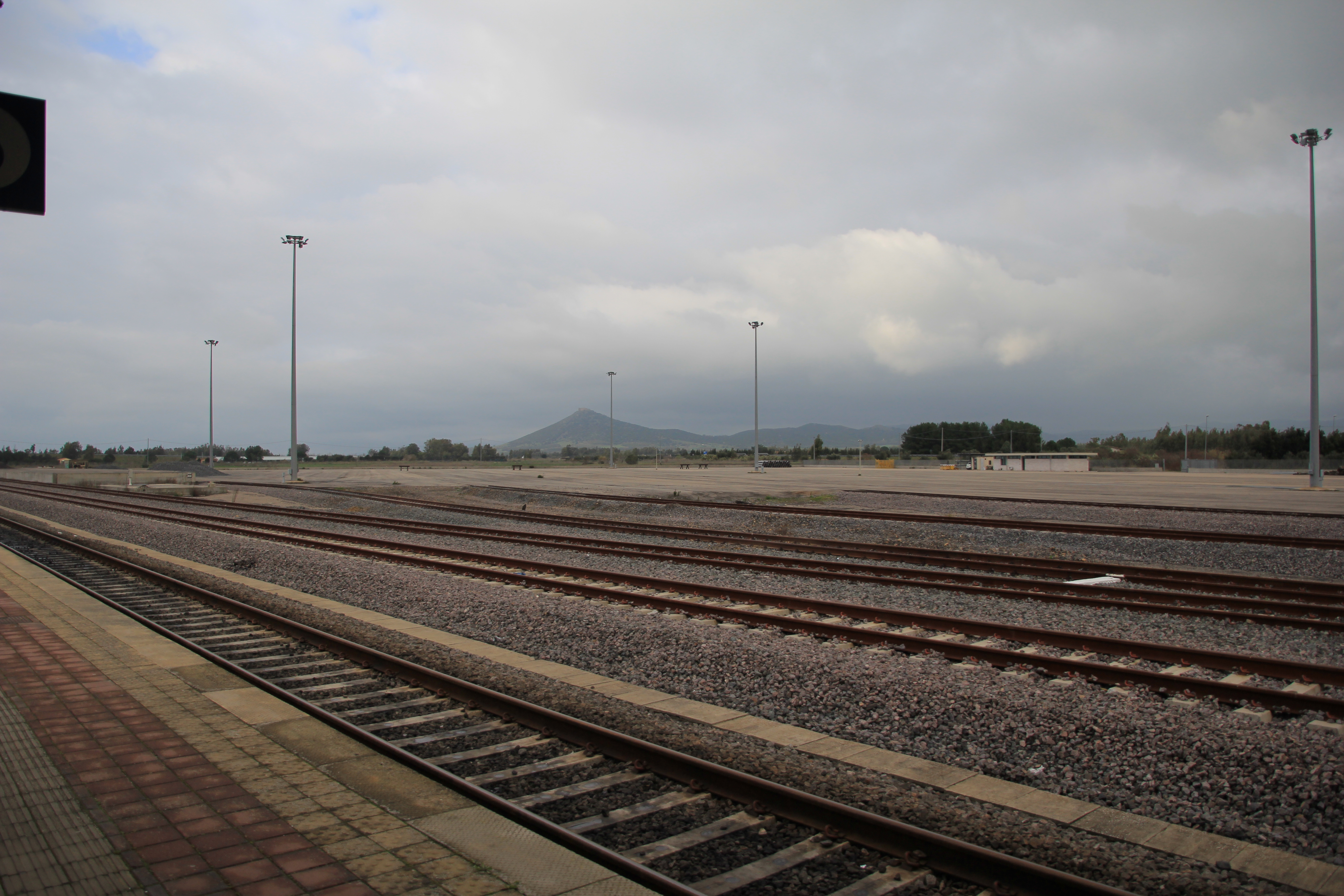
L'area del terminal merci della stazione

La gestione del movimento avviene ad opera del DCO di Cagliari.
Per quanto riguarda gli edifici il principale è il fabbricato viaggiatori, che ospita tutti i vari servizi all'utenza. Dal punto di vista architettonico l'edificio si presenta con un corpo centrale, affiancato da due grandi ali laterali, caratterizzate queste ultime dal design della copertura metallica.
Un ulteriore fabbricato di servizio è presente nell'area dello scalo merci.

## Movimento
Lo scalo, uno dei più attivi della Sardegna, è collegato dai treni regionali di Trenitalia in esercizio lungo la Dorsale Sarda. Alcune di queste relazioni hanno nella stazione il loro capolinea, inoltre i collegamenti con Cagliari sono strutturati con un orario cadenzato, con un treno ogni ora, più un secondo treno orario nelle fasce di maggior affluenza da parte dei viaggiatori.

## Servizi

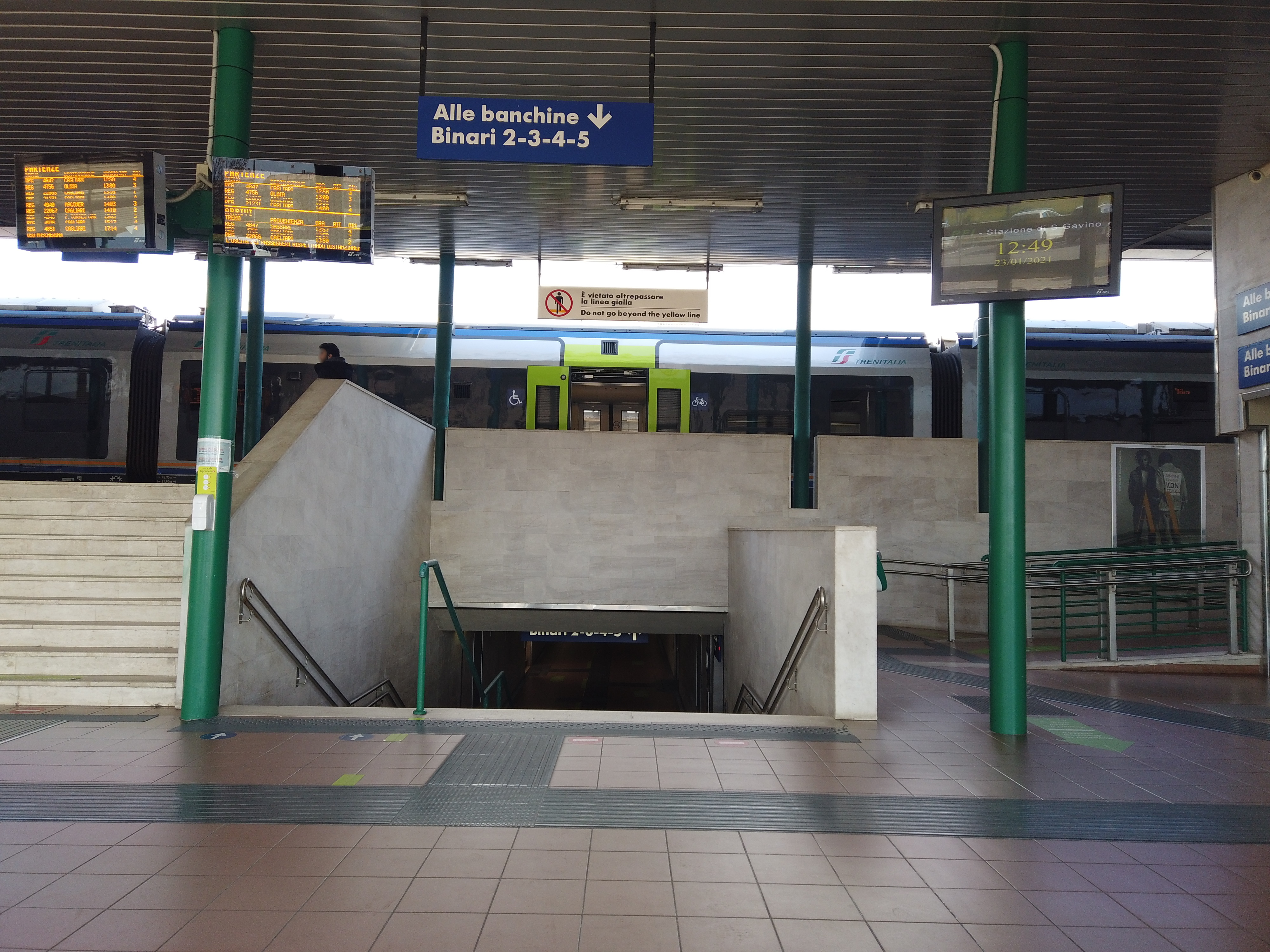
L'interno del fabbricato viaggiatori della stazione, nel quale si trovano vari servizi all'utenza

Secondo la classificazione RFI lo scalo di San Gavino dal punto di vista commerciale si colloca nella categoria "silver". Per quanto riguarda i servizi ai viaggiatori la stazione è dotata di tre banchine per l'accesso ai treni: una attigua al fabbricato viaggiatori ed al servizio del binario 1, una comune ai binari 2 e 3 e una terza per i binari 4 e 5. Tutte le banchine sono dotate di pensiline, e sono collegate tra loro tramite un sottopassaggio pedonale. Dal punto di vista dell'accessibilità lo scalo è fruibile ai portatori di disabilità di tipo motorio, visivo ed uditivo.
I servizi all'utenza sono ospitati nel fabbricato viaggiatori, dotato di una biglietteria a sportello più una automatica e di una sala d'attesa con annesso bar. L'impianto è dotato inoltre di un sistema di videosorveglianza, e di un parcheggio auto da circa 150 posti.
- Biglietteria a sportello
- Biglietteria automatica
- Sala d'attesa
- Servizi igienici
- Bar

## Interscambi

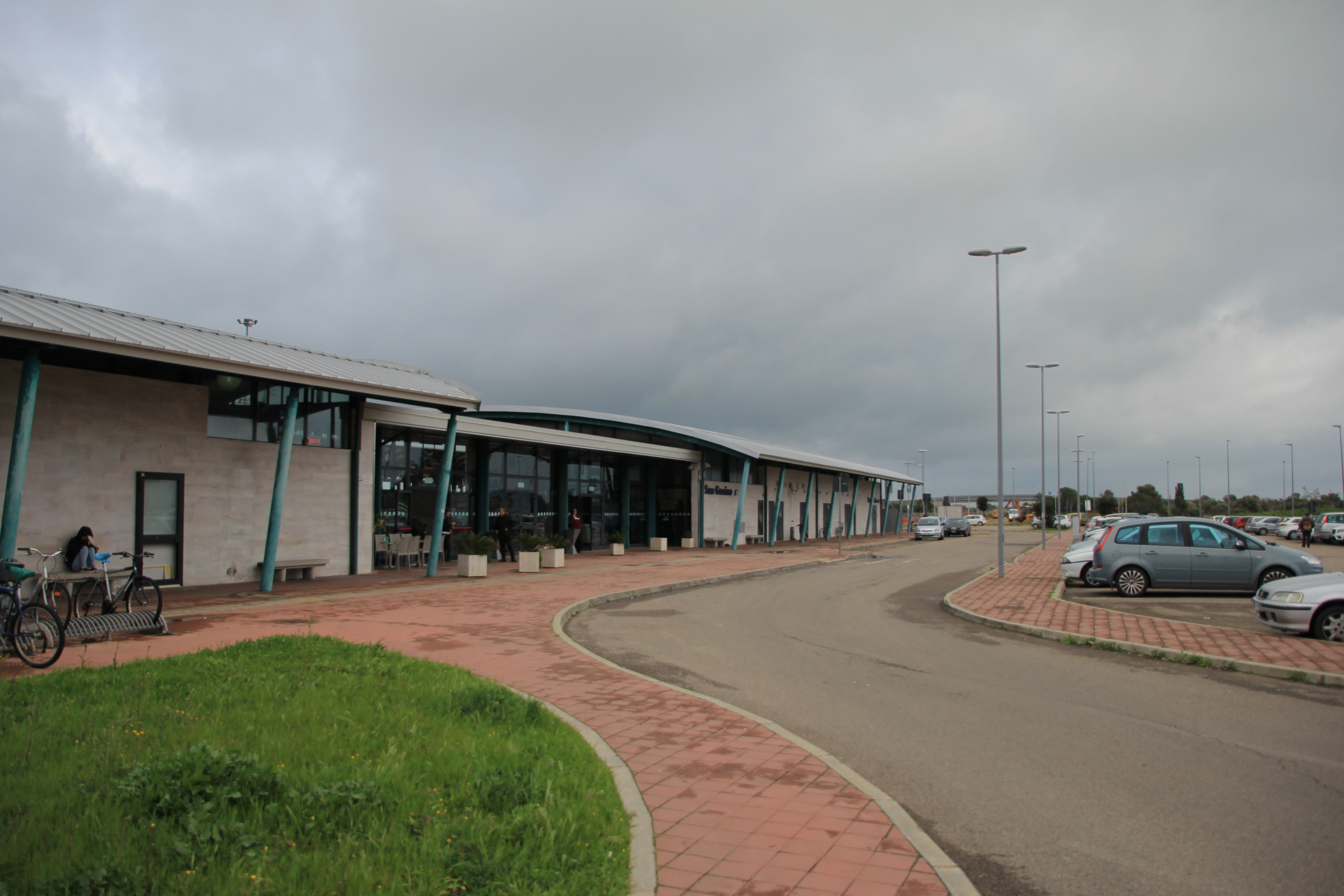
L'esterno della stazione, nel quale è presente anche un'area di sosta per gli autobus

Nell'area del parcheggio della stazione è presente un terminal per gli autobus, dotato di 7 stalli di sosta. Effettuano fermata nella struttura le autolinee dell'ARST e della Autoservizi Mereu, colleganti lo scalo con i comuni limitrofi. 
- Fermata autobus